# Madonna Harris
Madonna Harris z domu Gilchris (ur. 15 sierpnia 1966 w Hamilton) – nowozelandzka kolarka torowa i szosowa, a także biegaczka narciarska, srebrna medalistka torowych mistrzostw świata.

## Kariera
Pierwszy sukces w karierze Madonna Harris osiągnęła w 1986 roku, kiedy zajęła drugie miejsce w klasyfikacji amerykańskiego wyścigu szosowego Women’s Challenge. W 1988 roku wystąpiła na igrzyskach olimpijskich w Seulu, gdzie nie ukończyła rywalizacji w szosowym wyścigu ze startu wspólnego. W tym samym roku brała również udział w zimowych igrzyskach olimpijskich w Calgary, zajmując 40. pozycję w biegu narciarskim na 20 km techniką dowolną. Swój najlepszy wynik osiągnęła w 1990 roku, podczas torowych mistrzostw świata w Maebashi, kiedy zdobyła srebrny medal w indywidualnym wyścigu na dochodzenie. W wyścigu tym uległa jedynie Holenderce Leontien van Moorsel, a bezpośrednio wyprzedziła Szwajcarkę Barbarę Ganz. Ponadto w 1989 roku była mistrzynią kraju w szosowym wyścigu ze startu wspólnego.